# Rhopsotettix consummatus
Rhopsotettix consummatus är en insektsart som beskrevs av Christiane Amédégnato och Marius Descamps 1979. Rhopsotettix consummatus ingår i släktet Rhopsotettix och familjen gräshoppor.

## Underarter
Arten delas in i följande underarter:
- R. c. viridisternum
- R. c. luteosternum
- R. c. rubromaculatus
- R. c. nigripes
- R. c. consummatus